# Jackie Sewell
Jackie Sewell (Whitehaven, 24 de enero de 1927-Nottingham, 26 de septiembre de 2016) fue un entrenador y jugador de fútbol británico que jugaba en la demarcación de delantero. En 1951 fichó por el Sheffield Wednesday por 34 500 libras esterlinas, un traspaso récord para la época. Sewell anotó 40 goles en 145 partidos con el Aston Villa entre 1955 y 1959, con el que ganó la FA Cup en 1957. Seis veces internacional con la selección, formó parte del equipo que perdió y fue goleado por la selección de Hungría en Wembley en 1953 tras un resultado de 3-6, anotando Sewell el primer gol de los ingleses.

## Carrera

### Notts County
Jackie Sewell nació en Kells, Whitehaven, Cumberland, iniciando su carrera en el Notts County, siendo un prolífico goleador. Fue un miembro importante del equipo que ganó la Football League Third Division South en la temporada 1949-1950. Anotó 97 goles en 178 apariciones en la liga para este club.

### Sheffield Wednesday
Firmó para el Sheffield Wednesday en marzo de 1951, jugando 175 encuentros y anotando 92 goles en los cuatro años en Hillsborough. Se uniría al Aston Villa en diciembre de 1955. Durante ese tiempo en Hillsborough fue llamado a la selección de Inglaterra, anotando tres goles.

### Aston Villa
Se unió al Aston Villa en diciembre de 1955 por 34 500 libras esterlinas, jugando 145 partidos para ellos hasta octubre de 1959, cuando fue vendido al Hull City. Fue parte del equipo ganador de la FA Cup de 1957.

### Hull City y su inicio como entrenador
Se mudó del Aston Villa al Hull City antes de retirarse como jugador en 1961. Posteriormente se mudó a Rodesia del Norte para ser jugador-entrenador del City of Lusaka FC. Más tarde sería entrenador de equipos de Rodesia (Zimbabue) y en el Congo Belga (ahora conocida como la República Democrática del Congo).

## Selección nacional

### Inglaterra
Jugó un total de seis partidos con la selección de fútbol de Inglaterra y anotó tres goles. Su primer partido lo jugó el 14 de noviembre de 1951 en el British Home Championship contra Irlanda del Norte, encuentro que finalizó con un marcador de 2-0 a favor del combinado inglés tras un doblete de Nat Lofthouse. Su primer gol con la selección lo consiguió en su segundo partido, jugado en calidad de amistoso contra Austria. Su sexto y último partido lo jugó contra Hungría, donde perdió la selección inglesa por 6-3.

### Zambia
Sewell también formó parte de la selección de fútbol de Zambia tras la independencia del país en 1964, aunque previamente lo hizo con Rodesia del Norte en 1963. Con Rodesia del Norte y Zambia jugó un total de once partidos y anotó once goles desde que hiciera su debut en 1963, llegando a capitanear a la selección.

### Goles internacionales

#### Inglaterra
| # | Fecha                   | Estadio                                 | Oponente | Gol | Resultado | Competición |
| - | ----------------------- | --------------------------------------- | -------- | --- | --------- | ----------- |
| 1 | 25 de mayo de 1952      | Estadio Ernst Happel, Viena, Austria    | Austria  | 1-2 | 2-3       | Amistoso    |
| 2 | 28 de mayo de 1952      | Hardturm-Stadion, Zúrich, Suiza         | Suiza    | 0-1 | 0-3       | Amistoso    |
| 3 | 25 de noviembre de 1953 | Estadio de Wembley, Londres, Inglaterra | Hungría  | 1–1 | 3-6       | Amistoso    |

#### Zambia
| # | Fecha                    | Estadio                                         | Oponente | Gol | Resultado | Competición |
| - | ------------------------ | ----------------------------------------------- | -------- | --- | --------- | ----------- |
| 1 | 3 de julio de 1964       | Estadio de Zomba, Zomba, Malaui                 | Tanzania | 2-0 | 3-0       | Amistoso    |
| 2 | 4 de julio de 1964       | Estadio Central de Blantyre, Blantyre, Malaui   | Malaui   | 0-3 | 0-5       | Amistoso    |
| 3 | 4 de julio de 1964       | Estadio Central de Blantyre, Blantyre, Malaui   | Malaui   | 0-4 | 0-5       | Amistoso    |
| 4 | 4 de julio de 1964       | Estadio Central de Blantyre, Blantyre, Malaui   | Malaui   | 0-5 | 0-5       | Amistoso    |
| 5 | 25 de octubre de 1964    | Estadio de la Independencia, Lusaka, Zambia     | Ghana    | 1-0 | 3-4       | Amistoso    |
| 6 | 13 de diciembre de 1964  | Estadio de la Ciudad de Nairobi, Nairobi, Kenia | Kenia    | ?-? | 2-8       | Amistoso    |
| 7 | 19 de septiembre de 1965 | ?, ?, Zambia                                    | Kenia    | 1-? | 2-3       | Amistoso    |
| 8 | 19 de septiembre de 1965 | ?, ?, Zambia                                    | Kenia    | 2–? | 2-3       | Amistoso    |

## Clubes

### Como futbolista
| Club                   | País       | Año         | Partidos | Goles |
| ---------------------- | ---------- | ----------- | -------- | ----- |
| Notts County FC        | Inglaterra | 1946 - 1951 | 178      | 97    |
| Sheffield Wednesday FC | Inglaterra | 1951 - 1955 | 164      | 87    |
| Aston Villa FC         | Inglaterra | 1955 - 1959 | 123      | 36    |
| Hull City AFC          | Inglaterra | 1959 - 1961 | 44       | 8     |
| City of Lusaka FC      | Zambia     | 1961 - 1965 |          |       |

### Como entrenador
| Club              | País   | Año         |
| ----------------- | ------ | ----------- |
| City of Lusaka FC | Zambia | 1961 - 1962 |